# Pula del Botswana
La pula è la valuta del Botswana (codice ISO 4217: BWP).
In lingua Setswana "pula" significa letteralmente "pioggia", un elemento naturale particolarmente scarso nel territorio prevalentemente desertico del Botswana e quindi di elevato valore. "Pula" significa anche "benedizione", giacché la pioggia è una benedizione per questo popolo. La pula è divisa in 100 "thebe", letteralmente “scudi”.

## Storia
La valuta è circolazione dal 1976 quando ha sostituito alla pari il rand sudafricano. Nonostante la svalutazione del 12% del maggio 2005, la pula rimane una delle più forti valute dell'Africa.

## Monete
Attualmente esistono monete da 5, 10, 25, 50 thebe e da 1, 2 e 5 pula.

Nel 1976 erano state introdotte monete del valore di 1, 5, 10, 25 e 50 thebe e 1 pula. La moneta da 1 thebe era battuta in alluminio, quella da 5 thebe in bronzo e le altre in cupronichel. Le monete erano tutte circolari, eccetto quella da 1 pula che aveva il bordo ondulato. Una moneta di bronzo, dodecagonale, da 2 thebe fu introdotta nel 1981. Il 1991 l'acciaio platinato in nichel sostituì il cupro-nichel nei pezzi da 5, 10, 25 e 50 thebe, mentre la moneta da 1 pula fu sostituita da una eptagonale in nichel-ottone di dimensioni più ridotte. Una moneta di forma simile in nickel-ottone da 2 pula fu introdotta nel 1994. Nel 1998, in seguito al ritiro delle monete da 1 e 2 thebe, furono immesse monete da 5, 10, 25 e 50 thebe, con quelle da 5 e 25 thebe di forma eptagonale. Nel 2000 è stata immessa una moneta bimetallica da 5 pula.

## Banconote
Esistono banconote in tagli da 10, 20, 50 e 100 pula.

Nel 1976 la Bank of Botswana aveva introdotto banconote dai valori di 1, 2, 5, 10 e 20 pula. Le banconote da 1 e 2 pula furono sostituite da monete nel 1991 e nel 1994, mentre banconote da 50 e 100 pula sono state immesse rispettivamente nel 1992 e nel 1993. La banconota da 5 pula è stata sostituita da una moneta nel 2000. Secondo le indicazioni della stampa, le vecchie banconote da 1, 2 e 5 sono state demonetizzate dal 1º luglio 2006, ma potevano essere cambiate alla banca centrale per 5 anni.
| Banconote di pula del Botswana | Banconote di pula del Botswana | Banconote di pula del Botswana | Banconote di pula del Botswana                  | Banconote di pula del Botswana                               | Banconote di pula del Botswana    |
| Immagine                       | Valore                         | Colore                         | Fronte                                          | Verso                                                        | Filigrana                         |
| ------------------------------ | ------------------------------ | ------------------------------ | ----------------------------------------------- | ------------------------------------------------------------ | --------------------------------- |
|                                | 10 pula                        | Verde                          | Presidente Seretse Khama Ian Khama              | Palazzo del Parlamento, Gaborone                             | Zebra rampante ed elettrotipo 10  |
|                                | 20 pula                        | Rosso                          | Kgalemang Tumediso Motsete                      | Attrezzature minerarie                                       | Zebra rampante ed elettrotipo 20  |
|                                | 50 pula                        | Marrone                        | Presidente Sir Seretse Khama                    | Paludi del delta dell'Okavango, barca, aquila pescatrice     | Zebra rampante ed elettrotipo 50  |
|                                | 100 pula                       | Blu                            | Tre comandanti (Sebele I, Bathoen I, Khama III) | Smistamento del diamante, miniera di diamanti a cielo aperto | Zebra rampante ed elettrotipo 100 |
|                                | 200 pula                       | Viola                          | Insegnante donna e bambini                      | Zebre                                                        | Zebra rampante ed elettrotipo 200 |

## Valore
Al 23 aprile 2019 la quotazione della valuta era di 0,084 euro per 1 pula.